# Кукшевский сельсовет (Московская область)
Кукшевский сельсовет — упразднённая административно-территориальная единица, существовавшая на территории Московской губернии и Московской области до 1925 и в 1926—1951 годах.
Кукшевский сельсовет был образован в первые годы советской власти. По данным 1923 года он входил в состав Егорьевской волости Егорьевского уезда Московской губернии.
В 1925 году Кукшевский с/с был присоединён к Агрызковскому с/с, но 16 ноября 1926 года выделен вновь.
В 1929 году Кукшевский с/с был отнесён к Егорьевскому району Орехово-Зуевского округа Московской области.
28 декабря 1951 года Кукшевский с/с был упразднён. При этом его территория была передана в Голубевский сельсовет.